# Mulciber undulatoides
Mulciber undulatoides là một loài bọ cánh cứng trong họ Cerambycidae.